# Rondo Solidarności w Łodzi
Rondo Solidarności w Łodzi (dawniej Rondo Ludwika Waryńskiego) – jeden z łódzkich, bardziej skomplikowanych węzłów drogowych łączących następujące ulice: aleja Grzegorza Palki, Pomorska, dr. Stefana Kopcińskiego, Uniwersytecka i Źródłowa.

## Historia i nazwa
W 1977, po przebudowie węzła w rondo  zostało ono nazwane przez Radę Narodową w Łodzi Rondem Ludwika Waryńskiego. 
W 2000 r. przeprowadzono jego kolejną przebudowę, która spowodowała, że  technicznie biorąc utraciło ono cechy tradycyjnego ronda i zostało ponownie przekształcone w skomplikowany układ kilku, powiązanych z sobą skrzyżowań. Płynność ruchu miał zapewniać tzw. inteligentny system sterowania światłami, który reaguje na częstotliwość ruchu wchodzącego i wychodzącego z węzła. Mimo utracenia przez węzeł cech typowego ronda, zachowano dla niego starą nazwę. Ze względu na problemy z nawierzchnią i tworzące się zatory, skrzyżowanie przeszło remont i kolejną drobną reorganizację ruchu w 2003 r.
W 2005, z okazji 25. rocznicy wydarzeń 1980, Rada Miejska w Łodzi zmieniła nazwę węzła na Rondo Solidarności. Uznano wtedy, iż należytego szacunku wobec postaci L. Waryńskiego wystarczy, jeżeli poświęcona jest już mu jedna z ulic w Łodzi. Wcześniej bezskuteczne starania o nadanie rondu nazwy św. Jana Bosko prowadzili salezjanie z pobliskiej parafii św. Teresy. Równolegle ze zmianą nazwy węzła - na jego środku ustawiono rzeźbę "Drzewko Solidarności" projektu Jacka Ojrzanowskiego.

## Charakterystyka
Węzeł ten składa się z układu trzech skrzyżowań - Źródłowej z al. Palki, Pomorskiej z al. Palki i Kopcińskiego, oraz Kopcińskiego z Uniwersytecką i Pomorską. Największy ruch przetacza się wzdłuż al. Palki i ul. Kopcińskiego, gdyż stanowią one część tranzytowej drogi krajowej nr 14, wyprowadzającej ruch w kierunku Gdańska, Poznania i Warszawy. Skrzyżowania te są z sobą powiązane dwoma krótkimi odcinkami dróg umożliwiającymi wykonywanie lewoskrętów i zawracanie. W środku tego układu skrzyżowań znajduje się trawnik, przez środek którego przechodzą tory tramwajowe linii biegnącej wzdłuż ul. Pomorskiej. Taki układ drogowy powoduje, że przejazd przez węzeł - niezależnie z jakiego kierunku w jaki - zmusza do dwukrotnego lub trzykrotnego zatrzymania się przed światłami. W przypadku wykonywania lewoskrętów lub zawracania kierowcy są zmuszeni do zmiany pasa ruchu z prawego na lewy na bardzo krótkim, kilkudziesięciometrowym odcinku jezdni. 
Układ węzła oraz jego nieprawidłowe, sprzeczne wewnętrznie oznakowanie poziome jest powszechnie krytykowane. M.in. dyrektor pobliskiego Wojewódzkiego Ośrodka Ruchu Drogowego zalecił egzaminatorom na prawa jazdy aby unikali przeprowadzania tras egzaminacyjnych przez to skrzyżowanie.
W październiku 2008 w związku z kolejną, planowaną przebudową węzła, został ogłoszony przez Miejską Pracownię Urbanistyczną w Łodzi konkurs na projekt węzła wraz z jego otoczeniem. 30 grudnia tego roku wyłoniono zwycięski projekt, wykonany przez Autorską Pracownię Architektury "Projekt". Projekt ten zakłada przywrócenie dawnego układu tradycyjnego ronda z poprowadzeniem drogi krajowej nr 14 tunelem.